# Max Talmey
Max Talmey (1869-1941) fue un oftalmólogo estadounidense de ascendencia judía - lituana,  más conocido como el tutor de Albert Einstein, a quien introdujo en temas y libros sobre ciencias naturales y filosofía; así como por su éxito en el tratamiento de cataratas, y por su trabajo sobre lenguas auxiliares. 

## Temprana edad y educación
Talmey nació como Max Talmud en Tauragė (ahora en Lituania ), cerca de la frontera con Prusia, en una familia judía pobre.   A los 18 años, Talmey hablaba seis idiomas con fluidez. Estudió medicina en Alemania, su hermano mayor, Bernard S. Talmey (1862-1926), también era médico. 

## Tutoría de Albert Einstein
Talmey tenía 21 años cuando conoció a Albert Einstein, que tenía diez años y estaba en tercer año en el Luitpold Gymnasium.    Talmey asistía entonces a la Facultad de Medicina de Múnich, Alemania. Durante cinco años, de 1889 a 1894, Talmey fue invitado al almuerzo semanal de la familia de Einstein, como era la costumbre judía. Solían discutir temas de interés para Albert Einstein, y Talmey le prestó varios libros sobre ciencia, incluidos trabajos sobre ciencia general como Naturwissenschaftliche Volksbücher (Libro popular sobre ciencias naturales) de varios volúmenes de Aaron Bernstein, trabajos sobre física como Kraft und Stoff (Fuerza y materia) de Ludwig Buchner., sobre matemáticas como el popular libro de texto de geometría para escuelas superiores de Theodore Spieker (Lehrbuch der ebenen Geometrie mit Übungsaufgaben für höhere Lehranstalten - Th. Spieker 1899/289), que se basó en los clásicos Elementos de Euclides y que llamó "su pequeño y sagrado libro de geometría";    y la filosofía, como La crítica de la razón pura de Immanuel Kant. Según Talmey, "las obras de Kant, incomprensibles para el común de los mortales, parecían claras" para el joven Einstein.  Muchos de esos libros se consideraban fuentes destacadas sobre los temas respectivos, y en cada reunión Einstein le mostró a su mentor algunos de los problemas que había resuelto esa semana. Como recordó Talmey, el adolescente Einstein pronto superó a su mentor en matemáticas y física, y sus discusiones pasaron a la filosofía. 

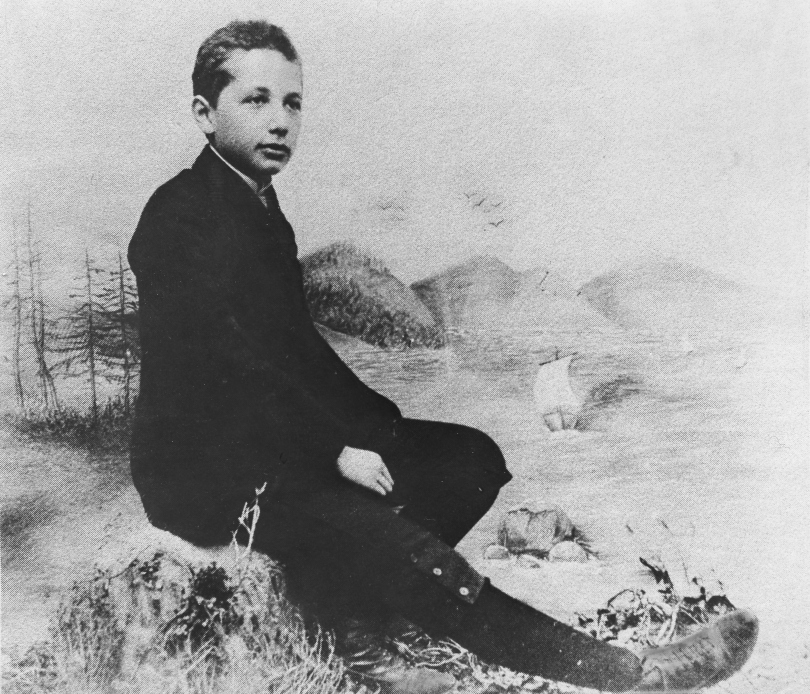
Albert Einstein en 1893 (edad 14)

James G. Ravin citó a Talmey en su artículo: 

Más de cuarenta años después, en 1931, Talmey describió la situación a un periodista del New York Times: "Aunque había una diferencia de 11 años entre nosotros, el niño tenía tal aptitud y entusiasmo por el conocimiento que era fácil llevarse bien". "Le presté muchos de mis libros científicos y él dominó su contenido en varios meses. Leyó un texto matemático inusualmente difícil en dos meses, mientras que los estudiantes adultos necesitan años para la misma tarea". Talmey dijo que Albert "se interesó tanto por las matemáticas y la física que sintió una profunda aversión por los métodos de la escuela, concluyó que sus estudios fueron en vano allí y se dedicó a la autoeducación. Al poco tiempo, el joven sabía más sobre ciencia que su mentor", y
Talmey le dio ejemplares de libros científicos muy conocidos en Alemania. Un conjunto fue Libros populares sobre ciencias naturales de Aaron Bernstein, que describen la luz, la distancia, la astronomía, la meteorología y la nutrición. Talmey encontró la escritura lúcida y atractiva, e impresionó a Albert. Treinta y dos años después, cuando Einstein visitó a Talmey en Nueva York, Talmey le preguntó a Einstein su opinión sobre el texto de Bernstein. Einstein respondió: "El trabajo de Bernstein es un libro muy bueno incluso ahora, y en ese momento era el mejor de su tipo. Ha ejercido una gran influencia en todo mi desarrollo" [...]  Albert se destacó en matemáticas. Mientras cursaba cuarto año en el gimnasio, Taimey le dio una copia de un libro de texto de geometría para que lo estudiara en casa. La exposición y las pruebas ofrecidas para cada afirmación fueron maravillosas revelaciones para Albert. La claridad y el orden de la geometría contrastaban con el mundo desordenado de su experiencia cotidiana. 

Talmey se graduó en la facultad de medicina en 1895, el mismo año en que los Einstein se mudaron a Milán. Perdieron contacto durante siete años. Se encontraron en 1902 en Berna, y la próxima vez recién en 1921. 
Talmey publicó un relato de los primeros años de vida de Einstein, Personal Recollections of Einstein's Boyhood and Youth, en Scripta Mathematica. También publicó un comentario sobre la teoría de la relatividad de Einstein. 

## Carrera médica
Después de graduarse de la escuela de medicina en 1894, Talmey se mudó a los Estados Unidos, con su hermano mayor, Bernard, quien inicialmente le había presentado a la familia Einstein y se había graduado en la escuela de medicina dos años antes.  Ravin escribió que
El mayor de los Talmey era erudito y colaboraba frecuentemente con la literatura médica. Durante las primeras décadas de este siglo, fue considerado el principal experto en sexualidad humana. Su popular libro, Love, A Treatise on the Science of Sex-Attraction for the Use of Physicians and Students of Medical Jurisprudence (Amor, tratado sobre la ciencia de la atracción sexual para uso de médicos y estudiantes de jurisprudencia médica), tuvo diez ediciones. 
El interés de Talmey por la medicina durante sus estudios fue muy diverso. Durante un tiempo consideró especializarse en psiquiatría. En Nueva York, tuvo por primera vez una práctica general, que incluía otorrinolaringología y trabajos relacionados, y también consiguió publicar un libro de texto destinado a estudiantes de medicina y derecho sobre psicología y psiquiatría, área que no estaba bien cubierta en ese momento.
Pronto se mudó al Hospital Monte Sinaií, desde donde se le conoció principalmente como oftalmólogo. Publicó artículos sobre temas oftálmicos, como cirugía de cataratas, quemaduras de córnea y diagnóstico diferencial de neuritis óptica. También escribió trabajos científicos sobre psiquiatría, otología y medicina interna. 
Según Ravin a Talmey le encantaba la controversia. Se enfrentó a oftalmólogos, otorrinolaringólogos, psiquiatras freudianos e incluso a su propio internista, por escrito. Su ataque de 1905 a otros oftalmólogos se titula Reflections concerning pretended therapeutic successes obtained by some practitioners of the ophthalmological specialty (Reflexiones sobre los supuestos éxitos terapéuticos obtenidos por algunos profesionales de la especialidad oftalmológica). Talmey escribió: "Ciertos devotos de la oftalmología superan a los de cualquier otra especialidad con sus maravillosos logros terapéuticos por los medios más simples. Enfermedades graves que han persistido durante años se han curado con una pequeña operación que dura unos quince minutos. El corte de los músculos externos del ojo ha "Eliminado muchas dolencias. En algunos casos, la simplicidad del remedio para la curación de enfermedades persistentes que han desconcertado la habilidad del internista y neurólogo, es nada menos que maravillosa". 
Alrededor del año 1917, observó un vínculo entre pacientes que se habían sometido a una amigdalectomía y posteriormente desarrollaron polio, sobre lo cual no se actuó hasta 1929, cuando se desarrollaron varios casos de polio, con cinco hijos de la misma familia que habían recibido amigdalectomías recientemente. Tres de esos niños murieron. Como resultado, ese año se cambió el procedimiento estándar, por lo que ya no se realizaron amigdalectomías en el verano, cuando se desarrollaban la mayoría de los casos de polio. Hoy en día, los médicos saben que las amígdalas son parte del sistema inmunológico del cuerpo, incluidos los anticuerpos que previenen la replicación del virus, y poco después de su eliminación, la tarea del cuerpo de superar las infecciones virales se vuelve más difícil. 
Además de su carrera médica, Talmey fue un duro crítico del psicoanálisis freudiano. 

## Idioma universal: esperanto y gloro

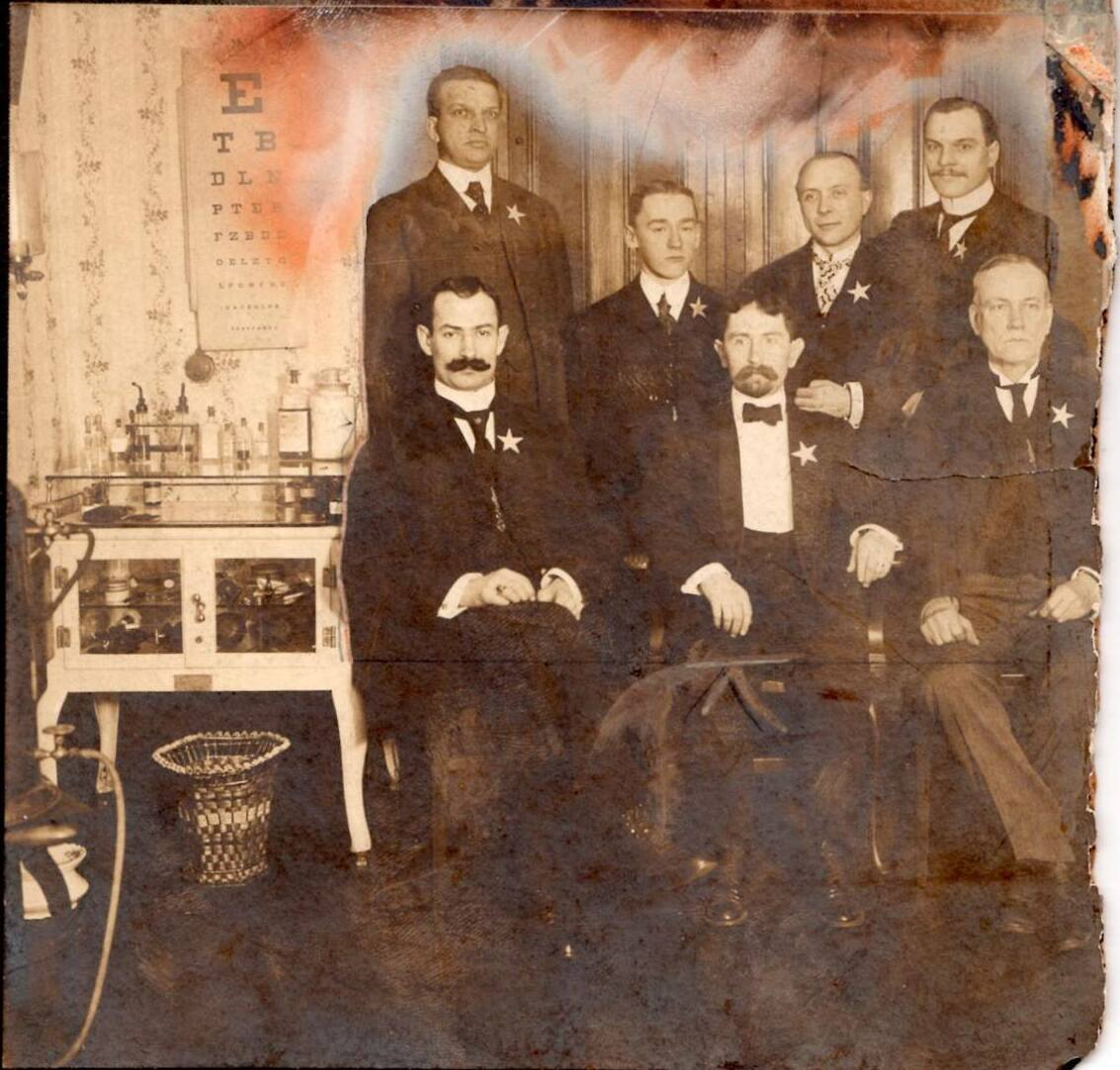
Sociedad de Esperanto de Nueva York, ca. 1905-1908

Competente en varias lenguas y consciente de los problemas de las traducciones exactas, apoyó también el desarrollo del esperanto,  y afirmó que fue el primero que trajo esta lengua a los Estados Unidos.  En 1905 fundó la Sociedad de Esperanto de Nueva York y se convirtió en su primer presidente.  En 1906 publicó la primera gramática del esperanto en Estados Unidos, pero en 1907 se decepcionó con ese idioma y renunció a la Sociedad de Esperanto. 
Talmey pensó que el esperanto tenía fallas:
En una carta al editor del New York Times, describió algunos de los problemas de los lenguajes universales. "Durante veinte años he estado estudiando minuciosamente los 300 años de historia de una lengua auxiliar. La lengua auxiliar internacional debe ser absolutamente neutral y extremadamente fácil de aprender a escribir y hablar. Estos dos requisitos excluyen todas las lenguas naturales". Encontró dos fallos importantes en el esperanto. Primero, un idioma internacional debe contener tipos que puedan imprimirse en cualquier lugar. Sin embargo, el esperanto contiene cinco símbolos inusuales que no se encuentran en ningún lenguaje natural. En segundo lugar, el lenguaje internacional debe ser melifluo. "El sonido del esperanto es nada menos que repugnante". Aunque el esperanto tuvo cierto éxito en la práctica, Talmey sintió que estos defectos lo condenaban al fracaso. 
Después de hacer la transición del esperanto, Talmey comenzó a abrazar el ido, pero pronto perdió interés en él. En 1924 construyó su propio idioma arulo (Lenguaje Universal Racional Auxiliar), posteriormente rebautizado como gloro ( gloto racionoza: lenguaje racional, llamado así en gloro),  que puede considerarse como descendiente del esperanto y el novial. Talmey pretendía que gloro fuera más un "lenguaje modelo" para el intercambio preciso de ideas, como la explicación de la relatividad a los profanos, que otro lenguaje internacional de propósito general como el esperanto. Esa exactitud debía lograrse mediante el requisito de que cada palabra que pueda existir en gloro tuviera un significado preciso y único. Entonces, las palabras con múltiples significados en los lenguajes naturales, como solution en inglés, tendrían diferentes palabras correspondientes distintas en gloro, una para cada significado. Realizó lecturas públicas de obras traducidas al gloro, que tenían similitudes con el latín y el español.  Talmey elogió a gloro como un lenguaje de "extrema simplicidad, sin reglas gramaticales y con un sonido agradable". 
Talmey presentó el lenguaje en 1937 en el Jewish Club de Nueva York. Einstein estaba entre el público cuando Talmey realizó la presentación. El New York Times informó del suceso: "Anoche se añadió un nuevo lenguaje a la babel de lenguas de Nueva York cuando el Dr. Max Talmey leyó partes del discurso del presidente Roosevelt en Buenos Aires traducidas al gloro". Se proporcionó un ejemplo de gloro, junto con una traducción al inglés: "El ojo vio campos devastados y en ellos a las muchas víctimas de la guerra mutiladas, masacradas". ("La okulo vidis agri devastita e sur oli la militof mult viktimi mutilita okcidita".)
Walter Modell escribió en 1939: Sólo dos personas pueden hablar gloro. Uno de ellos es un médico de Scranton, Pensilvania, y el otro es su inventor, el Dr. Max Talmey de Nueva York. A pesar de esta escasez de usuarios, no es necesario tomar gloro demasiado a la ligera. Ocupa un lugar importante entre las lenguas sintéticas y sus pocos defensores fervientes lo promocionan como el idioma que combina las mejores características de todos los demás. 
Time describió a gloro en 1937 e imprimió un extracto del mismo: "Questa es nula konference por formacar alianci, por dividar la preduri di milito, por repartar landi, por traktar homa enti, velut se li esud la gaji in un ludo di hazardo. Nia skopo, sub fortunoza auspicii, es sikurigar la continuations dil prospero di paco." Su descripción dice: "En gloro hay 18 formas de sufijos para denotar diferentes partes del discurso, tiempos verbales y terminaciones de casos. No hay otras reglas gramaticales. Parece y suena aún más como una mezcolanza de latín, italiano y español que esa lengua franca más famosa, el esperanto, a la que se parece considerablemente. Sin embargo, sus raíces fueron elegidas con mucho cuidado en varios idiomas, especialmente en inglés." 
Talmey murió en 1941 en Nueva York.